# Operation Crusader
1940: Italienische Invasion Ägyptens – Operation Compass
1941: Unternehmen Sonnenblume – Belagerung von Tobruk – Operation Battleaxe – Operation Crusader
1942: Unternehmen Theseus – Erste Schlacht von El Alamein – Schlacht von Alam Halfa – Zweite Schlacht von El Alamein – Operation Torch
1943: Tunesienfeldzug
Die Operation Crusader (seltener auch: Winterschlacht in Afrika) war eine militärische Operation der Alliierten im Zweiten Weltkrieg in Nordafrika. Sie dauerte vom 18. November 1941 bis zum 17. Januar 1942 und war der dritte, umfangreichste, längste und schließlich erfolgreiche Versuch, die Belagerung von Tobruk durch das Deutsche Afrikakorps zu brechen. In Deutschland und Italien wird manchmal auch die erfolgreiche Gegenoffensive vom 21. Januar bis 4. Februar 1942 hierzu gerechnet. Die chaotischen Kämpfe waren geprägt durch Logistikprobleme, Fehleinschätzungen, Kommunikationsprobleme und Kommandokrisen. Der Verlauf der Operation Crusader, mit ihren schnellen Vorstößen, räumlich ausgreifenden Bewegungen und ständig wechselnder Initiative veranschaulicht dabei wie keine andere militärische Operation die charakteristische Dynamik der Kämpfe in Nordafrika.

## Hintergrund
Italien hatte Frankreich und Großbritannien am 10. Juni 1940 den Krieg erklärt. Diktator Benito Mussolini ging von einem nur kurzen Krieg aus und hoffte, durch ein Bündnis mit dem Deutschen Reich einige der Gebietsansprüche Italiens befriedigen zu können. In Nordafrika bestanden diese zum einen aus einer Vergrößerung der Kolonie Italienisch-Libyen Richtung Westen um das französische Protektorat Tunesien. In östliche Richtung strebte Italien eine Kontrolle über Ägypten und den strategisch wichtigen Sueskanal an, sowie die Herstellung einer direkten Landverbindung zu seinen Kolonien in Ostafrika. Nachdem Frankreich im Westfeldzug geschlagen worden war und Tunesien zum nun verbündeten Vichy-Frankreich gehörte, richteten sich die italienischen Expansionsziele in Nordafrika ganz auf Ägypten. Am 9. September 1940 marschierte Italien schließlich mit der 10. Armee in Ägypten ein.

## Kriegsverlauf in Nordafrika
Die Invasion verlief allerdings wenig erfolgreich und kam aufgrund der schlechten Versorgung und Ausrüstung der Truppen nur wenig mehr als 100 km hinter der ägyptisch-libyschen Grenze zum Stehen. Am 8. Dezember starteten die Alliierten mit der Operation Compass eine Gegenoffensive. Das ursprünglich auf nur wenige Tage begrenzte und der Vertreibung der italienischen Armee aus Ägypten gerichtete Unternehmen erwies sich als derart erfolgreich, dass der Vormarsch bis nach Libyen fortgesetzt wurde. Bis Anfang Februar 1941 hatten die alliierten Truppen die Kyrenaika bis einschließlich El Agheila besetzt und die italienische 10. Armee nahezu restlos aufgerieben.
Die vollständige Einnahme Italienisch-Libyens unterblieb allerdings, da Teile der in Nordafrika eingesetzten alliierten Truppen zur Abwehr des sich ankündigenden Balkanfeldzugs des Deutschen Reichs im April 1941 benötigt wurden. Während die Alliierten somit ab Februar 1941 Truppen zur Verteidigung Griechenlands abzogen, verschiffte Deutschland im so genannten Unternehmen Sonnenblume zeitgleich und heimlich erste Truppenkontingente nach Tripolis und begründete das Deutsche Afrikakorps. Nur wenige Wochen nach seinem Eintreffen ging das von Erwin Rommel kommandierte Afrikakorps zusammen mit den italienischen Divisionen in Libyen zu einer erneuten Offensive über. Die wenigen und überwiegend unerfahrenen alliierten Truppen zogen sich hastig aus der Kyrenaika wieder zurück.
Im Laufe des April waren die Achsenmächte erneut bis zum Halfaya-Pass auf ägyptisches Territorium vorgedrungen. Lediglich der strategisch bedeutsame Tiefwasserhafen Tobruk wurde weiterhin von einer alliierten Besatzung gehalten. Nachdem eine Reihe von Angriffen auf Tobruk im April und Anfang Mai 1941 gescheitert waren, stellte sich Rommel zur Schonung seiner begrenzten Ressourcen, auf eine längere Belagerung der Stadt ein. Das alliierte Oberkommando im Nahen Osten unter Archibald Wavell begann zeitgleich mit der Planung und Vorbereitung einer Gegenoffensive, um die Kontrolle über die Kyrenaika zurückzuerlangen und die belagerte Stadt zu entsetzen. Die erste Gegenoffensive, genannt Operation Brevity, startete bereits am 15. Mai, konnte allerdings wenig mehr als die Rückeroberung des Halfaya-Passes (und das auch nur bis zum 27. Mai) erreichen. Zeitgleich (20. Mai bis 1. Juni 1941) wurde die Luftlandeschlacht um Kreta geführt, die, sollte das Deutsche Reich erfolgreich sein, die Luftunterstützung und die Versorgung der Achsenmächte deutlich verbessern würde. Eine zweite, am 15. Juni gestartete alliierte Offensive, die Operation Battleaxe, scheiterte unter großen Verlusten an Panzern, wobei die alliierten Truppen nur knapp der Einkreisung und Vernichtung entgingen. Nach diesem Fehlschlag wurde Archibald Wavell als Oberkommandierender des Middle East Command durch Claude Auchinleck abgelöst.

## Militärische Ausgangslage
Nach der Ernennung von Claude Auchinleck im Juli 1941 zum neuen Oberbefehlshaber für den Nahen Osten wurde das XIII. Korps mit dem neu aufgestellten XXX. Korps in der 8. Armee unter Lt. General Alan Cunningham zusammengefasst. Die Verbände der australischen 9. Division in Tobruk wurden im Verlauf von September und Oktober mittels der Royal Navy auf Druck des australischen Parlaments durch die britische 70. Infanteriedivision, die polnische Karpatenbrigade sowie die tschechoslowakische Brigade abgelöst. Die 8. Armee wurde auf 700 Panzer (davon viele der neuen Crusader-Panzer, nach denen die Operation benannt wurde, amerikanische leichte Stuart-Panzer, sowie schwere Matilda- und Valentine-Panzer) aufgerüstet. Etwa 600 Flugzeuge der Desert Air Force leisteten Luftunterstützung. Gemäß der britischen Panzerdoktrin sollten die als Infanterie-Panzer (Infantry tank) entwickelten Matilda und Valentine-Panzer die gegnerischen Linien zusammen mit den Fußtruppen aufbrechen. Die schnellen Crusader und Stuart sollten als Cruiser-Tank-Kreuzer-Panzerkampfwagen die so entstandenen Lücken im Alleingang durchstoßen und ins feindliche Hinterland vorstoßen. In dieser maßgeblich von Percy Hobart entwickelten Einsatzdoktrin der Briten agierten Panzer, Infanterie und Artillerie auf dem Schlachtfeld ganz überwiegend als voneinander unabhängige Einheiten.
Den alliierten Verbänden stand die Panzergruppe Afrika unter General der Panzertruppe Erwin Rommel gegenüber mit dem Deutschen Afrikakorps, bestehend aus der 15. und der 21. Panzer-Division (im August aus der 5. leichten Division umgebildet; zusammen 260 Panzer). Außerdem unterstanden ihr die „Afrika-Division z. b. V.“ (während der Schlacht umbenannt in 90. leichte Afrika-Division), die italienische Infanteriedivision „Savona“ und ein italienisches Armeekorps mit vier Infanteriedivisionen („Brescia“, „Pavia“, „Bologna“ und „Trento“). Unterstützt wurden sie ferner vom italienischen Beweglichen Korps (CAM), bestehend aus der 132. Panzerdivision „Ariete“ (154 Panzer) und der 101. motorisierten Infanteriedivision „Trieste“. Die Luftunterstützung der Achsenmächte bestand zu Beginn der Offensive aus 120 deutschen und 200 italienischen Flugzeugen, wurde aber nach Beginn des Angriffs erheblich verstärkt. Die von den deutschen Streitkräften praktizierte Doktrin konzentrierte sich auf schnelle Vorstöße, bei denen verschiedene Waffengattungen eng zusammenarbeiteten. Hierdurch sollten Durchbrüche erzielt und wenn möglich der Gegner eingekesselt werden. Die kurzfristige Aufstellung maßgeschneiderter gemischter Einsatzgruppen, mit denen quer zur bestehenden Kommandostruktur auf taktische Herausforderungen reagiert wurde, war in diesem Einsatzverständnis fest vorgesehen.

## Kontext

### Operation Sommernachtstraum
Im Herbst und Winter 1941 war die Aufklärung der Achsenmächte einstimmig der Meinung, dass die Briten eine erneute Offensive vorbereiteten. Rommel wurde gewarnt mit einem Angriff noch im Jahr 1941 zu rechnen und eine eigene Offensive deshalb auf frühestens 1942 zu verschieben. Rommel ignorierte diese Warnungen und trieb Pläne für einen Großangriff auf Tobruk voran. Für diesen war es allerdings notwendig, zunächst herauszufinden, ob ein britischer Angriff bevorstand. Die üblichen Aufklärungsmethoden durch Panzerspähwagen und Luftaufklärung wurden inzwischen jedoch effektiv durch die Briten gekontert. Auf dem Boden behinderten die Panzerwagen der 11th Hussars und weitere Einheiten aus dem South African Armoured Car Regiment, zusammen mit Jock Columns (improvisierte Einheiten aus Infanterie und Artillerie, benannt nach ihrem Erfinder und Kommandeur Jock Campbell) die deutsche Aufklärung. Die Royal Air Force war verstärkt worden und verhinderte Luftaufklärung. Deshalb wurde ein Angriff auf ein von der Aufklärung dort vermutetes britisches Nachschubdepot in Bir El Khireigat geplant. Die 21. Panzerdivision sollte vorstoßen, möglichst viel über eine mögliche britische Truppenkonzentration in Erfahrung bringen und dann zurückkehren. Der Angriff wurde auf den 14. September 1941 gelegt.
Die britische Aufklärung hatte diesen Vorstoß korrekt vorhergesehen und Auchinleck gewarnt. Die britischen Truppen wurden angewiesen, keinen Kampf zu suchen und dem Feind auszuweichen. Auchinleck beschloss, die Gelegenheit zu nutzen den Deutschen falsche Informationen zuzuspielen, indem man einige gefälschte britische Berichte „versehentlich“ in die Hände der Deutschen fallen ließ.
Die Kampfgruppe Schütte (im Norden), Kampfgruppe Stephan (in der Mitte) und Kampfgruppe Panzerhagen (im Süden) führten den Angriff durch. Rommel begleitete Kampfgruppe Schütte im Norden in seinem erbeuteten britischen AEC Kommandofahrzeug. Während der Anfahrt auf Bir El Khireigat kam es zu vereinzelten Gefechten mit britischen Panzerwagen, bei denen beide Seiten leichte Verluste erlitten, bevor die Briten zurückwichen. Bir El Khireigat wurde eingenommen und erwies sich als unbedeutendes Ziel. Die Soldaten fanden einen Lastwagen, der anscheinend dem 4. Bataillon des South African Armoured Car Regiment als Kommandofahrzeug diente und in dem zahlreiche Dokumente und Codiermaterialien gefunden wurden. Die Kampfgruppen Schütte und Stephan rückten weiter vor, wurden allerdings von britischen Panzerwagen und von Artilleriebeschuss verlangsamt, bis ihnen schließlich der Treibstoff ausging. Im Artilleriesperrfeuer starb Rommels Fahrer.
Kampfgruppe Panzerhagen konnte weiter vorrücken und grub sich schließlich bei Dunkelheit in Igelstellung ein. In der Nacht wurden zwei Angriffe auf die Stellung abgewehrt und im Morgengrauen kam der Befehl an alle Kampfgruppen, sich wieder auf die Ausgangspositionen zurückzuziehen. Britische Flugzeuge bombardierten die Kolonnen und beschädigten unter anderem Rommels Fahrzeug. Da die britischen Verfolger schon relativ nahe waren, wagte Rommel es nicht, einen Funkspruch abzusetzen, um Hilfe anzufordern. Rommels Neigung zur „Führung von vorne“ erwies sich wieder einmal als problematisch; dies war nicht mit seiner Position vereinbar (Rommel sollte im Verlauf von Operation Crusader noch einmal in eine ähnlich gefährliche Lage kommen). Der beschädigte Reifen konnte gewechselt werden und Rommel erreichte unbeschadet die deutschen Linien.
Operation Sommernachtstraum war ein klarer britischer Erfolg: Auchinleck gelang es, den britischen Aufmarsch komplett geheim zu halten und den Feind mit falschen Informationen zu täuschen. Die „eroberten“ Dokumente behaupteten, die Briten würden keinen Angriff vor Dezember planen und überlegen, sich in Richtung Mersa Matruh zurückzuziehen. Dies bestärkte Rommel in seiner Ansicht, den Angriff auf Tobruk voranzutreiben. Der Einfluss der Dokumente auf die deutsche Führung ist auch daran zu ermessen, dass Rommel nach Rom flog, um dort einen zweiwöchigen Urlaub mit seiner Frau zu verbringen. Er kehrte nur zufällig rechtzeitig vor Beginn der Operation Crusader zurück.

## Britischer Angriffsplan

Karte des Kampfgebiets der Operation Crusader

Cunninghams Plan sah vor, mit dem XXX. Korps unter Charles Norrie mit der britischen 7. Panzerdivision und der südafrikanischen 1. Division die Grenzbefestigungen an der Sollum-Front auf Höhe des Fort Maddalena südlich zu umgehen und in nordwestlicher Richtung auf Tobruk vorzustoßen. Das XXX. Korps sollte nach Gabr Saleh vorstoßen, dort auf den deutschen Gegenangriff warten, mit dem man innerhalb des ersten Tages rechnete, und dann eine große entscheidende Panzerschlacht schlagen, in der die deutschen Panzerdivisionen zerstört werden würden. Gemäß britischer Doktrin würden dort Panzer gegen Panzer kämpfen und man rechnete aufgrund der großen numerischen Überlegenheit mit einem britischen Sieg.
Nach der erwarteten Schlacht sollten die siegreichen britischen Panzer das Schlachtfeld dominieren und anschließend die Verbindung mit der Besatzung von Tobruk, die unterstützend einen Ausbruch unternehmen sollte, hergestellt werden. Das XIII. Korps unter Alfred Reade Godwin-Austen mit der indischen 4. Division, der neuseeländischen Division und der 1. Heeres-Panzerbrigade sollte währenddessen die Sollum-Front aushebeln, indem starke Teile über Sidi Omar in den Rücken der verteidigenden Achsentruppen vordrangen und diese von ihren rückwärtigen Verbindungen abschnitten.
Der Erfolg des Plans hing damit wesentlich vom Ausgang der erwarteten Panzerschlacht ab. Ein wesentliches Problem des Planes war damit schon in der Planungsphase, dass man britischerweise auf den Gegenangriff warten wollte. Die britische Armee würde sich also vorwärtsbewegen, sich eingraben, die Initiative damit freiwillig dem Feind überlassend, und dann eine Defensivschlacht schlagen. Planungen für den Fall eines ausbleibenden Gegenangriffs gab es nicht, was entscheidend zu den späteren Problemen der Operation beitrug.

## Beteiligte Streitkräfte

### Alliierte
- Middle East Command (General Claude Auchinleck)
  - 8. Armee (Lieutenant-General Alan Cunningham, ab 26. November 1941 Neil Ritchie)
    - XXX. Korps (Lieutenant-General Charles Norrie)
      - 7. Panzerdivision (Major-General William Gott)
      - 1. südafrikanische Infanteriedivision (Major-General George Brink)
      - 22. Gardeinfanteriebrigade

    - XIII. Korps (Lieutenant-General Reade Godwin-Austen)
      - 2. neuseeländische Infanteriedivision (Major-General Bernard Freyberg)
      - 4. indische Infanteriedivision (Major-General Frank Messervy)
      - 1. Armeepanzerbrigade

  - Garnison Tobruk (Major-General Ronald Scobie)
    - 70. Infanteriedivision
    - polnische Karpatenbrigade
    - 32. Armeepanzerbrigade

### Achsenmächte
- Generalgouverneur von Italienisch-Libyen General Ettore Bastico
  - italienisches XX. Korps (Tenente Generale Gastone Gambara)
    - 132. Panzerdivision Ariete (General Mario Balotta)
    - 101. motorisierte Infanteriedivision „Trieste“

  - Panzergruppe Afrika (am 30. Januar 1942 umbenannt in Panzerarmee Afrika) (General der Panzertruppe Erwin Rommel)
    - Deutsches Afrikakorps (Generalleutnant Ludwig Crüwell)
      - Division z. b. V. Afrika (am 28. November 1941 umbenannt in 90. leichte Afrika-Division) (Generalmajor Max Sümmermann bis 10. Dezember (gefallen), danach Generalmajor Richard Veith)
      - 55. Nordafrikanische Infanteriedivision „Savona“ (General Fedele de Giorgis)
      - 15. Panzer-Division (Generalmajor Walter Neumann-Silkow bis 6. Dezember (gefallen), danach Generalmajor Gustav von Vaerst)
      - 21. Panzer-Division (Generalmajor Johann von Ravenstein bis 29. November (gefangen), danach Generalmajor Karl Böttcher)

    - Italienisches XXI. Korps (Generalleutnant Enea Navarrini)
      - 17. Infanteriedivision „Pavia“
      - 25. Infanteriedivision „Bologna“
      - 27. Infanteriedivision „Brescia“
      - 102. motorisierte Infanteriedivision „Trento“

## Verlauf der Operation

### 17.–18. November: Aufmarsch der Briten

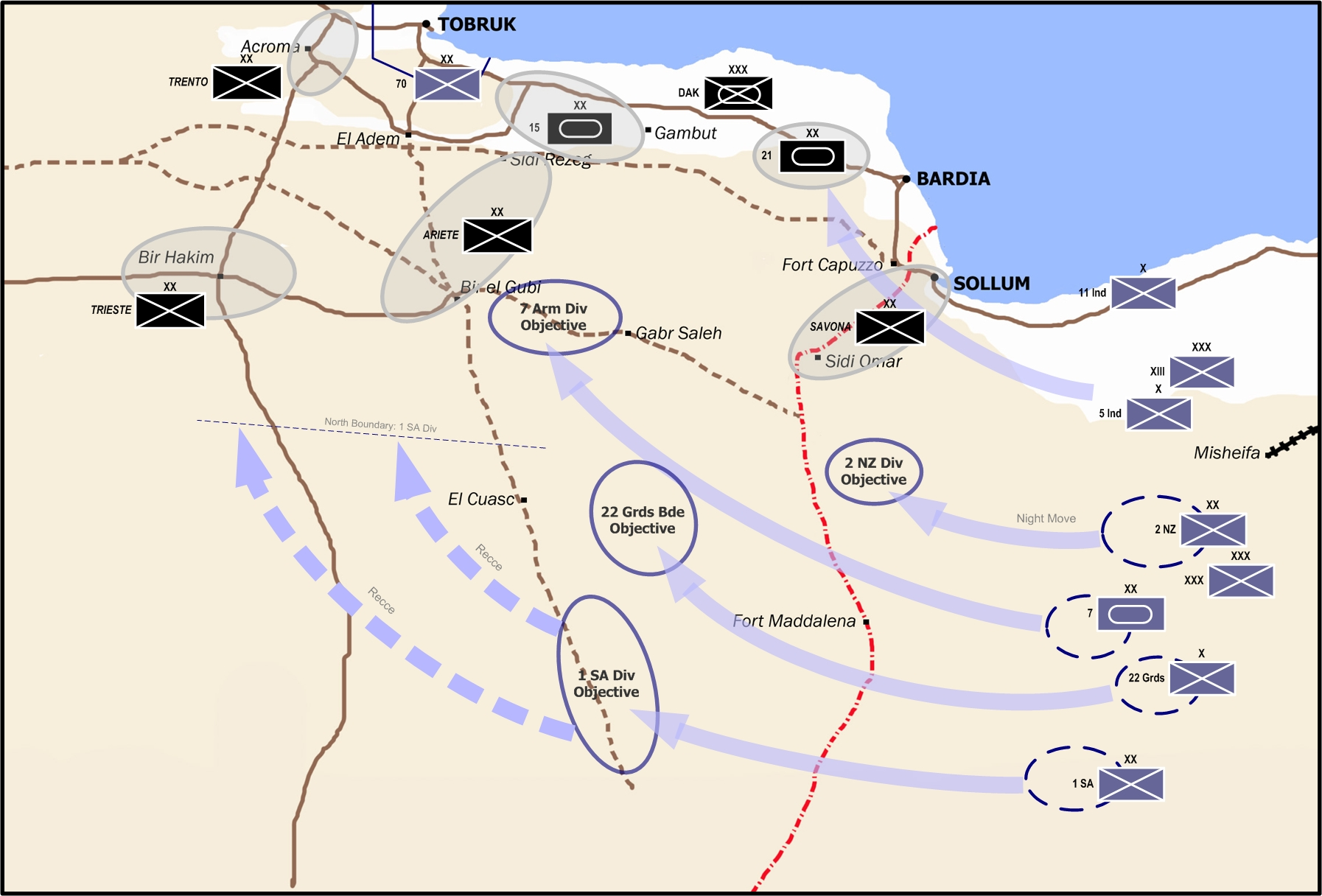
Angriffsplan

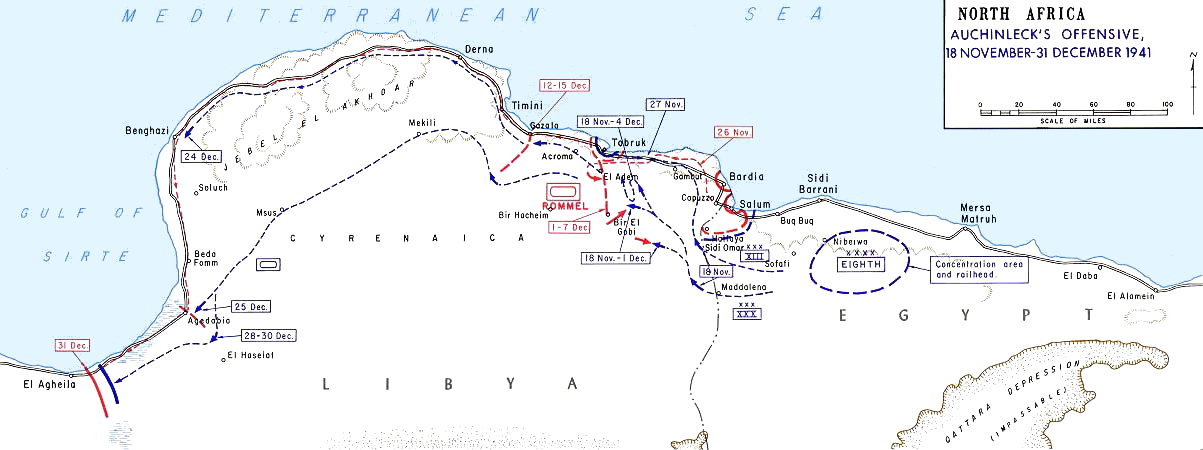
Karte der Operation Crusader

In der Nacht vom 17. auf den 18. November bezogen die britischen Truppen ihre Ausgangspositionen. Trotz diverser Verzögerungen, höherem Treibstoffverbrauch als geplant und kalten Regenfällen, konnten letztlich alle Einheiten ihre Startpositionen einnehmen.
In den frühen Morgenstunden des 18. November begann die 8. Armee ihren Angriff von ihrer Basis in Mersa Matruh aus in nordwestliche Richtung. Ursprünglich war eine starke Luftunterstützung vorgesehen, die vor allem auf die Luftstreitkräfte der Achsenmächte zielen sollte, um diese von Angriffen gegen die vorrückenden Truppen abzuhalten. Die gleichen Stürme, die den Aufmarsch der 8. Armee gedeckt hatten, verhinderten allerdings nun den vorgesehenen Einsatz der alliierten Luftunterstützung.
Anders als bei vorherigen Operationen war die Funkdisziplin der britischen Einheiten diesmal besser und die Funkstille wurde vollständig eingehalten. Das Ausbleiben von gegnerischem Funkverkehr alarmierte die deutsche Funkaufklärung. Vormittags meldete Kampfgruppe Wechmar – eine Einheit aus Panzerspähwagen, die zusammen mit der italienischen Recam-Aufklärungseinheit entlang des Grenzzauns patrouillierte – Kontakt mit britischen Panzerwagen. Kampfgruppe Wechmar und Recam wurden am Nachmittag von britischen Panzern vertrieben und die Eighth Army erreichte gegen Abend wie geplant ihre Ausgangsposition in Gabr Saleh, auch wenn einige Einheiten zurückhingen. Problematisch war die schlechte britische Panzertechnik: In der 7th Armoured Division verlor die 7th Armoured Brigade 22 ihrer 141 Panzer und die 22nd Armoured Brigade verlor 19 ihrer 155 Panzer. Allein durch mechanische Probleme war so bereits vor dem Beginn des eigentlichen Kampfes ein signifikanter Prozentsatz der britischen Panzer ausgefallen. Dies war umso schlimmer, als die Briten anders als die Deutschen keine direkt in die Kampfeinheiten integrierten Mechaniker hatten, die solche Ausfälle im Feld hätten beheben können. Die amerikanischen M3 Stuarts erwiesen sich als robust; es wurden nur wenige mechanische Probleme gemeldet.
Das XIII. Korps bewegte sich im Laufe des Tages plangemäß in Richtung der feindlichen Garnisonen nahe der Grenze. Am Abend des 18. November waren die Infanterieeinheiten in den Ausgangspositionen für einen Angriff auf die Garnisonen. Damit war die erste Phase des Crusaderplans wie geplant ausgeführt worden.
Rommel war gerade erst von einem zweiwöchigen Urlaub mit seiner Frau zurückgekehrt, als Generalleutnant Crüwell ihm von einem britischen Angriff berichtete. Rommel war bis dato durch die in der Operation Sommernachtstraum (s. o.) eroberten Dokumente überzeugt, die Briten könnten vor Dezember keinen Angriff beginnen. Er interpretierte den Aufmarsch der Briten daher als bloße Gefechtsaufklärung, die ihn von dem in zwei Tagen geplanten Angriff auf Tobruk ablenken sollte. Crüwell interpretierte den Aufmarsch dagegen korrekt als großangelegten Angriff und schlug vor, die 15. Panzerdivision in Bereitschaft zu versetzen und die Panzer der 21. Panzerdivision in Richtung Grenzzaun zu schicken. Rommel wies diesen Vorschlag mit harschen Worten ab („Wir dürfen nicht die Nerven verlieren“), was das Verhältnis zwischen ihnen belastete. In der Nacht wurde ein britischer Soldat in Sidi Omar gefangen genommen, der aussagte, die 7th Armoured Division habe bereits den Grenzzaun überquert. Rommel hielt auch dies für eine Kriegslist der Briten und weigerte sich weiterhin, Vorsichtsmaßnahmen zu ergreifen. Johann von Ravenstein, Kommandeur der 21. Panzer-Division, schloss sich Crüwells Meinung an.
Rommels kolossale Fehleinschätzung störte kurioserweise die Pläne der Briten nachhaltig. Geplant war schließlich, vorzurücken und dann auf den deutschen Gegenangriff zu warten. Durch die gestreuten Dokumente, verbesserte Tarnung und Funkdisziplin hatten die Briten das Überraschungsmoment auf ihrer Seite; sie hielten zu diesem Zeitpunkt die Initiative und standen einem Gegner gegenüber, der den Angriff noch nicht bemerkt hatte – alles wünschenswerte Ergebnisse, die die Briten wegen des Crusaderplans aber nicht nutzen konnten. Rommels Inaktivität hatte den britischen Schlachtplan bereits am ersten Tag obsolet gemacht.

### 19. November: Britische Angriffe
Nach der fehlenden deutschen Reaktion hatte Cunningham noch am Abend des 18. Novembers einen neuen Plan entwickelt: zuerst sollte Tobruk erreicht werden, dann würde man die deutschen Panzer besiegen. Dies war die genaue Umkehrung des Crusaderplans, nach dem zuerst die Panzer vernichtet und danach Tobruk entsetzt werden sollte.
Cunningham befahl einen Vorstoß der 7th Armoured Division in Richtung Tobruk. Da er die 4th Armoured Brigade zurückhielt, um die Verbindung zwischen dem XXX. und dem XIII. Corps zu halten, blieben nur zwei Einheiten übrig: 22nd Armoured Brigade und 7th Armoured Brigade. Die 22nd Armoured Brigade sollte gegen die italienischen Positionen bei Bir el Gubi vorrücken, unterstützt durch 1th Southafrican Brigade, eine Infanterieeinheit. Wegen Kommunikationsprobleme wurde der letzte Teil der Befehle missinterpretiert und die 1th Southafrican Brigade nahm daher auch nicht am Kampf teil. Die 7th Armoured Brigade sollte auf das Flugfeld bei Sidi Rezegh vorstoßen. Problematisch an diesen Befehlen war die Zersplitterung der britischen Panzer, die sich nun über eine große Fläche verteilten und bei einem deutschen Gegenangriff nun wahrscheinlich in Unterzahl (statt wie geplant in Überzahl) kämpfen würden.
Die Panzer starteten am Morgen. Gegen Mittag hatte das 22nd Armoured Brigade erste Feindkontakte mit italienischen Panzern, die als Späher vor den Positionen der italienischen 132. Panzerdivision Ariete bei Bir el Gubi eingesetzt waren. Die 132. Panzerdivision Ariete wurde von Artillerie und 146 M13/40-Panzern unterstützt und hatte zusätzlich zahlreiche befestigte Positionen angelegt. Die italienischen Vorpostenpanzer konnten einige britische Panzer zerstören, erlitten ebenfalls Verluste und wurden dann zurückgedrängt. Die britischen Panzer hatten weder Infanterie- noch Artillerieunterstützung (was aber laut britischer Panzerdoktrin keine Rollen spielen sollte) und griffen frontal an. Die unerfahrenen Panzerbesatzungen fuhren wie bei einem Kavallerieangriff mit hoher Geschwindigkeit auf die Italiener zu. Das Gelände war flach und übersät mit italienischen Stellungen, weshalb die Briten schnell herbe Verluste erlitten. Zwar konnten sie die rechte italienische Flanke eindrücken und zahlreiche Gefangene nehmen, allerdings wurde ihr Vorstoß rasch durch weitere Verstärkungen zum Stehen gebracht. Da sie keine Infanterieunterstützung hatten, konnten die Panzer italienische Kriegsgefangene auch nicht festhalten, so dass viele von ihnen ihre Waffen wieder aufnahmen und zu ihren Einheiten zurückkehrten. Gegen Abend wurde der Angriff abgebrochen und die britischen Panzer fielen zurück, um sich neu zu formieren. Anders als 1940 waren die Italiener diesmal zähe und effektiv kämpfende Gegner. Die 22nd Armoured Brigade verlor mindestens 25 ihrer 136 Panzer (italienische Quellen sprechen von 57, britische Quellen sogar von 82 Ausfällen). Die 132. Panzerdivision Ariete verlor 49 Panzer (34 zerstört, 15 beschädigt), 12 Geschütze und 200 Mann (Tote, Verwundete und Vermisste).
Die 7th Armoured Brigade stieß vor und drängte dabei die Panzerwagen der Kampfgruppe Wechmar beiseite. Gegen Nachmittag erreichten die britischen Panzer den Höhenzug unmittelbar über dem Flugfeld bei Sidi Rezegh. Die italienischen Flugzeuge und ihre Bodenmannschaften hatten keinerlei Warnung erhalten und wurden vom Auftauchen der Briten völlig überrascht. Diese feuerten auf das Flugfeld, auf dem rasch Chaos ausbrach. Nur drei Flugzeugen gelang der Start. Zahlreiche Flugzeuge wurden am Boden vernichtet, weitere 18 erobert und später zerstört.
Gegen Abend wurden Vorstöße in Richtung Norden von zwei Bataillonen Infanterie des Afrika-Regiment 361 abgeschlagen, obwohl die Deutschen nur wenige Panzerabwehrkanonen hatten. Wegen fehlender britischer Infanterie konnten die Angriffe der Panzerwagen und Panzer abgewehrt werden. Ein ähnlicher Vorstoß entlang der Straße in Richtung Tobruk wurde von der italienischen 17. Infanteriedivision „Pavia“ unter ähnlichen Vorzeichen abgewehrt.
Die 7th Support Group, eine gemischte Artillerie- und Infanterieeinheit, wurde nach der Eroberung des Flugfeldes in Marsch gesetzt, um die 7th Armoured Brigade zu unterstützen, denn anders als Gabr Saleh war das Sidi Rezegh ein essentieller Teil von Rommels Verteidigung, weshalb ein Gegenangriff unvermeidlich war.
Rommel ließ sich erst im Laufe des Tages durch die Berichte von Bir el Gubi, Sidi Rezegh und die Sichtung britischer Panzerwagen nahe Bardia überzeugen, dass die Briten einen Großangriff führten. Er schickte gegen Nachmittag die 15. Panzerdivision in Richtung Süden auf Sidi Rezegh und bildete die Kampfgruppe Stephan aus dem Panzer-Regiment 5 der 21. Panzer-Division, verstärkt durch eine Abteilung Artillerie-Regiment (mot.) 155 mit zwölf 10,5-cm-Feldhaubitzen und einer Batterie der Flak-Abteilung 305 mit vier 8,8-cm-FlaK. Kampfgruppe Stephan sollte in Richtung Süden auf Gabr Saleh vorrücken. Der von den Briten erwartete und erhoffte deutsche Gegenangriff kam damit am Nachmittag des zweiten Tages.
Kampfgruppe Stephan stand nur eine Einheit gegenüber: Die 8th Hussars, Teil der 4th Armoured Brigade, mit etwa 50 M3 Stuart, die gegen etwa 120 deutsche Panzer kämpften (die meisten davon Panzer III und Panzer IV). Die Briten rasten durch die deutsche Formation, wendeten und wiederholten das Manöver. Es entwickelte sich ein chaotisches Gefecht, bei dem die Sichtweite durch Staub und Rauch stark eingeschränkt war. Auf so kurze Distanz waren sich die Panzer annähernd ebenbürtig; die normalerweise überlegene deutsche Panzerung konnte im Nahkampf durchaus von den schwächeren britischen Geschützen durchschlagen werden. Keine Seite hatte im Chaos eine Möglichkeit, die eigenen Truppen effektiv zu kontrollieren. Der Kampf wogte hin und her; keine Seite konnte die Oberhand erringen. Die Briten erhielten im Laufe des Nachmittags Verstärkung vom 5th Bataillon des Royal Tank Regiment, ohne dass dies das Blatt wendete. Eine Stunde vor Sonnenuntergang wichen die Deutschen zurück, um sich von einer Nachschubkolonne mit Treibstoff und Munition versorgen zu lassen. Deutsche Panzerabwehrgeschütze hielten die britischen Panzer zurück, da deren Geschütze eine zu geringe Reichweite hatten, um den Kanonieren gefährlich werden zu können. Wegen fehlender britischer Artillerie konnten die britischen Panzer nur zusehen, wie sich ihre Feinde neu versorgten. Bis zum Einbruch der Dunkelheit kam es zu vereinzelten Gefechten. Die Briten zogen sich zurück, was es deutschen Mechanikern erlaubte, beschädigte eigene Panzer zu reparieren und liegengebliebene feindliche Panzer zu zerstören. Beide Seiten reklamierten den Sieg für sich und gaben überhöhte Zahlen für abgeschossene Feindfahrzeuge an. Insbesondere auf britischer Seite führte dies zu einem ungerechtfertigten Vertrauen in die eigenen Panzer; Gatehouse, der Kommandant der 4th Armoured Brigade sah durch das Gefecht bewiesen, dass seine M3 Stuart den deutschen Panzer III ebenbürtig seien. Diese „Erfolgsmeldung“ dürfte wesentlich dazu beigetragen haben, dass Cunningham immer noch nicht die Gefahr begriff, in die er seine Armee gebracht hatte, als er seine Panzerverbände über eine große Fläche und drei verschiedene Angriffsachsen gegen unterschiedliche Ziele verteilte.
Nach zwei Tagen war es immer noch nicht zur geplanten Panzerschlacht gekommen und Cunningham agierte zunehmend planlos, was seine Befehle vom Abend bestätigen. Die 4th Armoured Brigade wurde angewiesen, zurückzufallen, um die Flanke der Infanterie zu sichern. Obwohl er von den Angriffen der Deutschen dort wusste, verstärkte Cunningham diese Einheiten nicht, sondern befahl stattdessen, dass die 22nd Armoured Brigade zur 7th Armoured Brigade und 7th Armoured Support Unit bei Sidi Reizegh stoßen sollten. Diese sollten außerdem Punkt 175 – einen dominierenden Hügel mit großen taktischem Wert nahe bei Sidi Rezegh – einnehmen. Den Angriff gegen die Division „Ariete“ sollte das 1th Southafrican Infantry Bataillon übernehmen. Auf Protest von Pienaar wurden diese Befehle dahingegen geändert, dass die Infanterie nur die Italiener beobachten sollten. Auf jeden Fall sollte sich die 22nd Armoured Brigade erst nach ihrer Ablösung in Bewegung setzen.
Gott, Kommandant der 7th Armoured Division, errichtete sein Hauptquartier in der Nähe von Sidi Reizegh und erkannte die Schwäche der gegnerischen Frontlinie. Er gab deshalb an das Korpskommando weiter, er könne möglicherweise nach Tobruk vorstoßen. Während der Nacht brach die Funkkommunikation der kompletten 8. Armee zusammen, so dass keine Befehle erteilt werden konnten.
Auf deutscher Seite hatte Rommel am Abend beschlossen, nun zu reagieren: Zwar hielt er die Infanterie der 90. leichte Afrika-Division für stark genug, den britischen Angriffen bei Sidi Reizegh standzuhalten – genau wie die Division „Ariete“ in Bir el Gubi, aber er übergab Crüwell das Kommando über seine beiden Panzerdivisionen, damit dieser die Briten angreifen konnte. Crüwell hatte anscheinend die Aufklärungsergebnisse nicht gesehen, denn er sah den Fokus der britischen Angriffe bei Bardia, nicht bei Tobruk. Er plante deshalb, mit der 21. Panzer-Division die Kampfgruppe Stephan einzusammeln und dann gegen Sidi Ohmar vorzurücken, die 4th Armoured Brigade zu vernichten und den Feind dann mittels der Garnisonen an der Grenze einzuschließen sowie in einer klassischen Kesselschlacht zu vernichten.

### 20. November: Verzögerungen und Fehleinschätzungen
In den Morgenstunden gegen acht Uhr griffen Einheiten der 90. Afrika-Division die Briten bei Sidi Reizegh an. Ein erster Angriff wurde mangels Artillerieunterstützung leicht abgewehrt, aber sobald die Deutschen schwere französische Beutegeschütze einsetzen, wurden die Angriffe gefährlicher. Obwohl die britische Linie hielt, war klar, dass man ohne die zusätzliche Infanterie aus der 5th Southafrican Brigade auf keinen Fall Punkt 175 einnehmen konnte.
Cunningham wurde in seinem Hauptquartier in Fort Maddalena informiert, dass von der Luftaufklärung auf den Straßen hinter der deutschen Linie Fahrzeugbewegungen westwärts gemeldet wurde. Dies wurde von Cunningham fälschlicherweise als generellere Evakuierung gewertet, womit der Grundstein seiner falschen Siegesgewissheit in den nächsten Tagen gelegt wurde.
Kampfgruppe Stephan lieferte sich gegen Morgen ein erneutes Gefecht mit den 8th Hussars und dem 5th Royal Tank Regiment. Allerdings erhielten sie dann den Befehl, den Kampf abzubrechen und sich mit dem Rest der 21. Panzerdivision zusammenzuschließen. Dies wurde von Gatehouse als erneuter „Sieg“ seiner überlegenen Kräfte interpretiert und die britischen Panzer verfolgten die Deutschen noch einige Kilometer, bevor sie auf ihre Ausgangsstellungen zurückfuhren. Im Laufe des Vormittags wurden Cunningham abgefangene Funksprüche präsentiert, wonach in Kürze beide deutschen Panzerdivisionen die 4th Armoured Brigade attackieren würden. Vom XIII. Corps wurde angeboten, die nur zehn Meilen entfernte 2nd New Zealand Division mit der angegliederten 1th Armoured Tank Brigade (mit schweren Infantry tanks) zur Verstärkung abzukommandieren. Dies wurde von Cunningham getreu der britischen Doktrin (wonach Infanterie dem Panzer unterlegen sei) abgewiesen, was bedeutete, dass die 4th Armoured Brigade den folgenden Kampf allein ausfechten musste. Von der 22nd Armoured Brigade kamen einige kleinere Einheiten in das Kampfgebiet, die allerdings erst nach dem Ende der Kämpfe eintreffen sollten. In einer zumindest fragwürdigen Entscheidung zog Cunninham die bis jetzt eindeutig unterbeschäftigte 7th Armoured Brigade und 7th Armoured Support Group nicht vom Flugfeld Sidi Rezegh ab, sondern erteilte ihr stattdessen die Erlaubnis, zu versuchen, nach Tobruk durchzubrechen. Unterstützend sollte die 70th Division in Tobruk am 21. November den Ausbruch starten und sich mit der 7th Armoured Brigade vereinen.
Die 21. Panzerdivision nahm Kampfgruppe Stephan wieder auf, allerdings ging ihr nun der Treibstoff aus, weswegen sie für mindestens einen Tag gelähmt war. Die 15. Panzerdivision erreichte Sidi Azeiz, wo allerdings keine Briten aufzufinden waren. Dies zusammen mit neuen Informationen der Luftaufklärung ließ Crüwell seinen Fehler erkennen: Die Briten marschierten nicht auf Bardia, sondern auf Tobruk. Als Reaktion plante er, gegen Gabr Saleh loszuschlagen und den Briten bei Sidi Reizegh dann in den Rücken zu fallen. Rommel hieß diesen Plan zwar gut, verlangte jedoch, bis zum Morgen des 21. Novembers zu warten, bis die 21. Panzerdivision mit Treibstoff versorgt war und dann mit beiden Divisionen loszuschlagen. Crüwell entschied sich zum ersten Mal, gegen Rommels Anweisungen zu handeln und befahl der 15. Panzerdivision anzugreifen. Die 21. Panzerdivision sollte in der Nacht aufholen.
Gegen 16:30 Uhr griffen die 135 deutschen Panzer verschiedener Typen der 15. Panzerdivision die 123 M3 Stuarts der 4th Armoured Brigade an, was ein deutliches Alarmzeichen war, da die britischen den deutschen Panzern technisch unterlegen waren. Zusätzlich hatten die Deutschen allerdings auch Unterstützung durch Infanterie, PAK und Artillerie und hatten damit einen signifikanten Vorteil. Obwohl die Briten auf einem leichten Hang mit der Sonne im Rücken positioniert waren, griffen die Deutschen an. Zunächst war der Kampf annähernd ausgeglichen, bis die Deutschen ihre 8,8-cm-FlaKs in Position brachten und begannen, die britischen Panzer einen nach dem anderen abzuschießen. Mangels Artillerie waren die Briten nicht in der Lage, dem gegnerischen Angriff standzuhalten und wichen langsam zurück.
Um etwa 18:30 Uhr mit abnehmendem Tageslicht trafen erste Elemente der 22nd Armoured Brigade von Westen her ein, konnten aber nichts mehr ausrichten, da die 4th Armoured Brigade sich bereits in Richtung Süden zurückgezogen hatte, und wurden anschließend von einem Artilleriesperrfeuer wieder vertrieben. Die Briten verloren 26 M3 Stuarts, die Deutschen ungefähr 30 Panzer, auch wenn unklar ist, wie viele von diesen wieder repariert wurden.
Crüwell interpretierte den deutschen Sieg als Vernichtung der 4th Armoured Brigade, obwohl noch 97 M3 Stuarts der 4th Armoured Brigade intakt waren, die im Laufe der Nacht durch 100 Crusader der 22nd Armoured Brigade verstärkt wurden und setzte seine Panzer in Marsch, um auf Sidi Rezegh vorzurücken und den dort postierten Einheiten in den Rücken zu fallen.
Auf britischer Seite wurde das Gefecht von Cunningham als britischer Sieg gewertet, unterstützt durch Meldungen, dass sich die deutschen Panzerdivisionen in Richtung Norden zurückzogen. 4th und 22nd Armoured Brigade wurde befohlen, am nächsten Morgen die Verfolgung der Deutschen aufzunehmen, während das Codewort „Pop“ gesendet wurde, um den geplanten Ausbruch aus Tobruk am nächsten Morgen in Gang zu setzen. Problematischerweise war zwar dieser Ausbruch gut vorbereitet und trainiert worden, allerdings hatte Gott, der Kommandant der 7th Armoured Division und in Sidi Rezegh direkt vor Ort, keine direkte Kommunikation mit den Einheiten in Tobruk.
Der Aus- beziehungsweise Durchbruch war allerdings vom Eintreffen der 5th Southafrican Infantry Brigade abhängig, die sich jedoch erst gegen 17 Uhr in Bewegung gesetzt hatte und während der Nacht den Marsch komplett einstellte, da Armstrong – der Kommandant der Einheit – besorgt war, dass seine Männer nicht erfahren genug für einen Nachtmarsch waren.
Am Abend strahlte der BBC eine Meldung aus, wonach die 8. Armee mit 75.000 Mann eine Attacke gestartet hätte, um erst die Truppen der Achsenmächte zu schlagen und dann ganz Nordafrika zu befreien. Diese Sendung überzeugte Rommel zusammen mit den Ereignissen des Tages, dass tatsächlich eine großangelegte britische Offensive in Gange war, weshalb er jetzt den Angriff auf Tobruk verschob.

### 21. November: Schwere Gefechte
Gegen 7 Uhr morgens begannen die deutschen Panzerdivisionen in nördlicher Richtung zurückzufallen, wobei sie von den Crusadern der 22nd Armoured Brigade verfolgt wurden, während 4th Armoured Brigade durch das Auftanken ihrer Panzer verlangsamt wurde. Die deutsche Nachhut schlug mithilfe von Acht-Achtern mehrere Angriffe zurück und konnte sich wie geplant Richtung Sidi Rezegh absetzen. Auf der britischen Seite wurde das Absetzen der Deutschen als genereller Rückzug verstanden und so an Cunningham übermittelt, wobei 22nd und 4th Armoured Brigade die Deutschen verfolgten. Ermutigt durch weitere scheinbare Erfolge wies Cunningham das XIII. Korps vorzurücken. Die 2nd New Zealand Division sollte nördlich auf Sidi Azeiz und dann nordwestlich Richtung Sidi Rezegh und Tobruk vorrücken, während die 4th Indian Division angewiesen wurde, die italienischen Garnisonen um Sidi Omar zu vernichten.
Währenddessen hatte sich die Moral der britischen Verteidiger in Tobruk dank des bevorstehenden Ausbruchs deutlich gebessert. Pioniere räumten Schneisen in den eigenen Minenfeldern und errichteten fünf Brücken über die Panzergräben. Im Morgengrauen begann die polnische Brigade einen Ablenkungsangriff aus dem Inneren des Belagerungsringes gegen die italienische 17. Division „Pavia“. Im Südosten wurde währenddessen durch ein schweres Sperrfeuer aus einhundert Artilleriegeschützen der eigentliche Angriff eingeleitet. Unterstützt durch fünfzig Matildas griffen Elemente der 70th Division an und wurden sofort in schwere Kämpfe verwickelt. Anders als erwartet wurden die Stellungen der Achsenmächte nicht nur durch schwach bewertete italienische Einheiten der 25. Division „Bologna“, sondern auch durch deutsche Soldaten verteidigt. Allein das Black Watch Regiment, das den Angriff anführte, verlor zweihundert Soldaten und seinen kommandieren Offizier. Um den Ausbruch abzuwehren, brachte Rommel persönlich eine Batterie, vier Geschütze, 8,8-cm-Flak (Acht-Acht) aus Gambud zum Kampf. Nichtsdestotrotz hatten die Briten nicht nur 550 deutsche und 527 italienische Soldaten gefangen genommen, sondern waren auch etwa 3,6 km tief in die Belagerungslinien vorgestoßen. Starke Gegenangriffe verhinderten jedoch ein weiteres Vorrücken der Briten.
Um die Einheiten in Tobruk zu erreichen, musste also ein Angriff von Süden Richtung El Duda her erfolgen. 7th Support Group sollte diesen Angriff durchführen, obwohl aus dem Süden erste Sichtungen der beiden deutschen Panzerdivisionen gemeldet wurden.
Der britische Angriff begann zunächst recht erfolgreich: Nach einem vierminütigen Sperrfeuer rückten die britischen Panzerwagen unter dem Schutz einer Nebelwand schnell vor. Tatsächlich waren sie so schnell, dass sie in die letzten Einschläge ihrer eigenen Artillerie gerieten, dadurch entstanden jedoch keine Verluste. Einige deutsche und italienische Positionen wurden problemlos überrannt, jedenfalls bis die britischen Fahrzeuge den Höhenzug zwischen Sidi Rezegh und El Duda überschritten. In Hinterhangstellung hatten sich hier deutsche und italienische Einheiten eingegraben, die zudem durch schwere Geschütze der „Kampfgruppe Bötcher“ von nächsten Höhenzug aus unterstützt wurden. Britische Infanteristen wurden von ihren Fahrzeugen abgesetzt und begannen das Feuer zu erwidern. Rifleman John Beeley griff im Alleingang eine PAK-Stellung an und tötete die Verteidiger mit seiner Sten Gun, bis er selbst tödlich getroffen wurde. Für diese Tat wurde er posthum mit dem Victoria Cross, der höchsten Tapferkeitsauszeichnung der britischen Streitkräfte, ausgezeichnet. Um die Mittagsstunde war der Höhenzug in britischer Hand: Etwa 600–700 Soldaten der Achsenmächte waren gefangen genommen worden, weitere etwa 400 gefallene Gegner wurden gezählt. Demgegenüber hatten die Briten nur 84 Mann verloren.
1th Bataillon Royal Tank Regiment rückte jetzt gegen El Duda vor, nur um vom Beschuss aus denselben Acht-Acht-Geschützen vertrieben zu werden, die am Vormittag noch genutzt worden waren, um den Ausbruch aus Tobruk zu stoppen. Unterstützt durch Kampfgruppe Wechmars Panzerwagen konnten die Acht-Acht-Geschütze die britischen Panzer einen nach dem anderen abschießen, sobald diese den Höhenzug überquert hatten. Am Ende dieser Kampfhandlungen waren nur 28 Panzer funktionsfähig, etwa ein Viertel der ursprünglichen Stärke.
Zu diesem Zeitpunkt war die Verteilung der Truppen beider Seiten in höchstem Maße ungewöhnlich. Von Norden nach Süden hatten sich mehrere „Schichten“ aus abwechselnd britischen Truppen und denen der Achsenmächte gebildet. Im Norden kämpften sich britische Soldaten aus Tobruk Richtung El Duda vor, wobei sie gegen deutsche und italienische Truppen kämpften, die sich sowohl nach Norden als auch nach Süden verteidigen mussten. Die 7th Armoured Division griff Richtung Tobruk an, während sich ihr von Süden her zwei deutsche Panzerdivisionen näherten, die wiederum von den 22nd und 4th Armoured Brigade verfolgt wurden.
Als Verteidigung gegen die deutschen Panzerdivisionen hatte Brigadier Davy, verantwortlich für den Angriff Richtung Tobruk, nur 30 M3 Panzer der 7th Hussars und 2nd Armoured Brigade und eine Artilleriebatterie im Süden platziert, wohl weil er annahm, dass die Deutschen, wie gemeldet, besiegt und von der 22nd und 4th Armoured Brigade verfolgt wurden. Letzteres stimmte zwar theoretisch, praktisch hatten die britischen Verfolger jedoch keinen Kontakt zu nach Norden fahrenden Deutschen. Quasi zeitgleich mit dem Beginn des Angriffs im Norden kam es zu erstem Feindkontakt, als britische Panzer von deutschen Panzerabwehrkanonen beschossen wurden. Der Beschuss führte zum Ausweichen der 2nd Armoured Brigade Richtung Westen, so dass die 7th Hussars sich dem Angriff mehr oder weniger alleine stellen mussten. Kurz darauf wurde der dünne Schutzschild der 7th Hussars von der vollen Wucht des deutschen Angriffs getroffen, vor allem da eine Ausweichbewegung der Briten Richtung Osten sie direkt in den Angriff der 21. Panzer-Division führte. Unterstützt wurde der sich schnell einstellende deutsche Erfolg durch die fehlende Motivation der 22nd und 4th Armoured Brigade, die annahmen, lediglich einen geschlagenen Feind zu verfolgen und sich deshalb nicht besonders beeilten. 22nd Armoured Brigade tauschte Schüsse mit deutschen Lastwagen und dergleichen aus und gab später an, 200 deutsche Fahrzeuge zerstört zu haben; was von den deutschen Archiven nicht widergespiegelt wurde. Allerdings führte das Auftauchen der 22nd Armoured Brigade im Rücken der Deutschen zu einer kurzen Kampfpause, da sich die Deutschen Richtung Nordosten zurückzogen, um ihre Panzer aufzumunitionieren und die Situation einzuschätzen.
Die Hussars wurden in diesem ersten Gefecht auf zehn Cruiser-Panzer reduziert und damit effektiv ausgelöscht.
Während dieser Kampfpause wurden einige südafrikanische Panzerwagen, die versucht hatten, die deutschen Panzer zu zählen, von deutschen Panzern bis in den Wirkungsbereich der britischen Panzerabwehr verfolgt. Fünf Panzer wurden abgeschossen, mehrere andere beschädigt; alles ohne britische Verluste. Dies war ein deutlicher, zu diesem Zeitpunkt zunächst übersehender Hinweis, dass man feindliche Panzer von ihren Unterstützungseinheiten trennen musste, um sie effektiv bekämpfen zu können.
Nach der Versorgung ihrer Panzer griffen die Deutschen erneut an und verwickelten rückwärtige Einheiten der 7th Supportgroup in schwere Gefechte, während die 2nd Armoured Brigade von einem entschlossenen Angriff von Teilen der 15. Panzerdivision Richtung Westen zurückgetrieben wurde. 25-Pfünder-Geschütze der Briten eröffneten das Feuer und vertrieben die Deutschen zunächst, auch wenn ein erneuter Angriff erwartet wurde. Hilferufe über Funk an Davys Hauptquartier wurden von diesem zurückgewiesen, er beschuldigte seine Leute auf die 7th Hussars gefeuert zu haben. Nach Luftangriffen durch Stukas und Artilleriebeschuss erneuerten die Deutschen ihre Angriffe. Auch jetzt wollte Davy den Hilferufen seiner Männer nicht glauben, schickte allerdings fünf Cruiser-Panzer als Sicherheitsmaßnahme nach vorne. Erst nachdem diese Panzer allesamt abgeschossen wurden, ohne in effektive Reichweite zu gelangen, begriff Davy, dass tatsächlich ein deutscher Angriff in Gange war.
Jock Campbell, der Kommandant der 7th Support Group, begriff den Ernst der Lage erheblich schneller: Er befahl Artilleriebeschuss durch seine 25-Pfünder-Geschütze und führte mit zwölf Panzer einen Gegenangriff gegen etwa achtzig deutsche Fahrzeuge, der die Deutschen dazu brachte, ihren Angriff zunächst abzubrechen. Dies war allerdings nur eine kurze Atempause, bevor die Deutschen ihre Angriffe fortsetzten. Es wird berichtet, dass Campbell die Verteidigungsanstrengungen zeitweise auf dem Wrack eines italienischen Flugzeuges koordinierte. Trotz des verbissenen Widerstandes der britischen Infanterie wurden im Laufe des Nachmittags ihre Geschütze eines nach dem anderen zum Schweigen gebracht. Gegen Abend zogen sich die Deutschen auf ihre Positionen im Osten des nördlichen Höhenzugs zurück, auch wenn dies mehr eine Frage des Munitionsnachschubs war. Die 7th Support Group hatte es den Deutschen unter enormen Verlusten verwehrt, sich mit ihren Einheiten bei El Duda zu vereinen, war allerdings massiv geschwächt. Am Abend waren von den Panzern der 7th Armoured Brigade nur noch 28 einsatzfähig.
Zwar hatte die 2nd New Zealand Division mehr oder weniger wie geplant ihr Ziel in Sidi Azeiz erreicht (wo sie einen deutschen Offizier gefangen nahmen, als dieser gerade ein Bad nahm) und die 7th Indian Division hatte ebenfalls wie geplant Sidi Omar eingenommen, allerdings war der 21. November alles in allem ein klarer Sieg für die Achsenmächte. Rommel war jedoch unzufrieden mit den Ereignissen des Tages: Er warf Crüwell vor nicht genügend getan zu haben, um dem Ausbruch aus Tobruk zu behindern. Er befahl deshalb Crüwell den Angriff quer durch die britischen Einheiten fortzusetzen. Crüwell fürchtete jedoch, selbst eingekesselt zu werden (da er ja weiterhin von zwei britischen Panzereinheiten „verfolgt“ wurde) und war nicht sicher, ob er es unter diesen Umständen schaffen konnte, direkt nach El Duda durchzubrechen. Deshalb befahl er der 15. Panzerdivision nach Süden auszuweichen und der 21. Panzerdivision mit einem Schlenker Richtung Nordosten die Briten zu umgehen und El Duda zu erreichen. Im Schutze der Dunkelheit rückten die Deutschen ab und gaben zum dritten Mal in drei Tagen das gewonnene Schlachtfeld wieder auf. Dies führte im britischen Kommando zu erneuter Siegesgewissheit, auch wenn Cunningham besorgt war, warum die Deutschen ihre günstige Position verließen. Aus unbekannten Gründen kamen im Hauptquartier der 8. Armee nur die guten Nachrichten von der angeblichen Vernichtung des Afrikakorps an, während die Nachrichten der verzweifelten Verteidigung der 7th Support Group anscheinend fehlinterpretiert wurden. Man ging deshalb anscheinend zeitweise davon aus, dass Rommels Panzerstärke um die Hälfte reduziert worden sei. Möglicherweise hatte man im britischen Hauptquartier einfach entschieden, die Verluste der 7th Armoured Division von annähernd 50 % der Panzer so zu interpretieren, dass man eine gleichwertige Zahl feindlicher Panzer vernichtet habe. Cunningham sah als sein größtes Problem die fehlende Verbindung zwischen Tobruk und britischen Kräften und gab deshalb dem Stabschef des XIII. Korps den Befehl nach eigenem Ermessen vorzurücken.

#### Aktionen des XXX. Korps
Plangemäß griffen die im belagerten Tobruk stationierten alliierten Formationen – die 70th Division, die polnische Karpatenbrigade und die tschechoslowakische Brigade – am 21. November in die Kämpfe ein. Während die beiden Brigaden Ablenkungsangriffe auf die belagernden italienischen Divisionen „Bologna“, „Brescia“ und „Pavia“ durchführten, sollte die 70th Division ausbrechen, bis Ed Duda vorstoßen und sich dort mit der Südafrikanischen Division und der 7th Armoured Division vereinen. Der mit großer Wucht vorgetragene Angriff der 70. Division überraschte die Achsenmächte und die Tobruker Verteidiger konnten bis zum Nachmittag etwa 7 km vordringen und eine Reihe befestigter Stellungen einnehmen. Trotzdem wurde bald klar, dass die von außen kommenden alliierten Truppen sich nicht bis zu ihnen würden durchschlagen können. Der Flugplatz von Sidi Rezegh wurde am 21. November erneut Schauplatz heftigster Gefechte zwischen dem XXX. Corps und der 21. Panzer-Division und ging schließlich am Abend des Tages wieder an die Achsenmächte verloren.
Am 22. November ließ Ronald Scobie, der Kommandant der Tobruker Division, den weiteren Vormarsch einstellen, und befahl seinen Truppen den bislang gesicherten Korridor zu verbreitern, um ihre Position dort zu sichern. Nachdem das XXX. Corps von Sidi Rezegh zurückgedrängt worden war, blieb der ausgebrochenen Garnison zunächst nichts anderes übrig, als sich einzugraben und darauf zu hoffen, dass die 8th Army doch noch die Verbindung zu ihnen würde herstellen können. Der 21. Panzer-Division gelang es an diesem Tag ihre Stellung auf dem Flugplatz Sidi Rezegh vor einem Gegenangriff der 2nd Brigade der Südafrikanischen Division zu verteidigen. Nach dieser Niederlage musste sich die 7th Armoured Division endgültig zurückziehen. Von ihren ursprünglich 150 Panzern waren zu diesem Zeitpunkt nur noch vier einsatzfähig.
Am 23. November unternahm Rommel den Versuch, das zurückweichende XXX. Corps in einem finalen Angriff zu vernichten. Die beiden deutschen Panzerdivisionen versuchten dabei zusammen mit der italienischen Division „Ariete“, das alliierte Korps in einer Umfassungsbewegung einzukesseln. Die erneuten, sehr heftigen und mit großen Verlusten auf beiden Seiten verbundenen Gefechte führten schließlich in der sogenannten „Schlacht am Totensonntag“ zur Vernichtung der 2nd Brigade der Südafrikanischen Division. Den anderen alliierten Formationen gelang es hingegen, sich durchzuschlagen und von den Verfolgern abzusetzen.

#### Aktionen des XIII. Korps
Während das XXX. Corps nach Norden direkt auf Tobruk vorgestoßen war, hatte sich das XIII. Corps am 18. November nach Osten gewandt und ging gegen die Stellungen der Achsenmächte bei Fort Capuzzo, Sollum, dem Halfaya-Pass und Bardia vor. Auch hier waren die Kämpfe von großer Härte geprägt. Die verteidigende italienische Division „Savona“ erwies sich als wesentlich disziplinierter, besser ausgerüstet und ausgebildet als die italienischen Truppen, denen die Alliierten nur ein Jahr zuvor während der Operation Compass gegenübergestanden hatten. Die indische 4th Division konnte zwar am 22. November die Stellungen der Achsenmächte bei Sidi Omar einnehmen, erlitten dabei aber große Verluste an Material, so dass der weitere Vormarsch zunächst stockte. Der Angriff der Neuseeländischen Division auf Bir Ghirba wurde hingegen abgewiesen, worauf diese am 23. November nach Norden auswich. Die 5th Brigade der Neuseeländischen Division nahm schließlich Stellung bei Fort Capuzzo und Sollum. Die 6th Brigade wurde angesichts der zunehmenden Probleme des XXX. Corps zu dessen Unterstützung nach Nordwesten in Marsch gesetzt, während die 4th Brigade in einem Bogen die Kämpfe bei Sidi Rezegh nördlich umgehen sollte, um direkt auf Tobruk vorzustoßen.

### Gegenangriff der Achsenmächte
Nachdem das XXX. Korps zum Rückzug gezwungen worden war und das XIII. Corps anscheinend in unentschiedenen Kämpfen mit den Grenzgarnisonen der Achsenmächte verwickelt war, beschloss Rommel am 23. November einen Gegenangriff. Er ließ die 21. Panzer-Division in südöstlicher Richtung vorstoßen, während die 15. Panzer-Division gegen die vermuteten feindlichen Truppen vor Bardia vorgehen sollte. Dazwischen sollte die italienische Division „Ariete“ in Richtung Fort Capuzzo marschieren. Das XXX. Corps zog sich nach Süden und Westen vor der 21. Panzer-Division zurück, während diese schließlich nach Osten einschwenkte, gegen die alliierten Stellungen bei Sidi Omar vorging und dabei hohe Verluste erlitt. Die Division rückte anschließend südlich der Grenze in Richtung Halfaya vor, um die dort stationierten italienischen Truppen zu unterstützen. Als die 15. Panzer-Division vor Bardia eintraf, sah sie, dass dort keine nennenswerten feindlichen Truppen mehr waren. Die neuseeländische 5th Brigade konnte bei Fort Capuzzo ihre Stellungen gegen die Division „Ariete“ und auch die eintreffende 21. Panzer-Division halten.

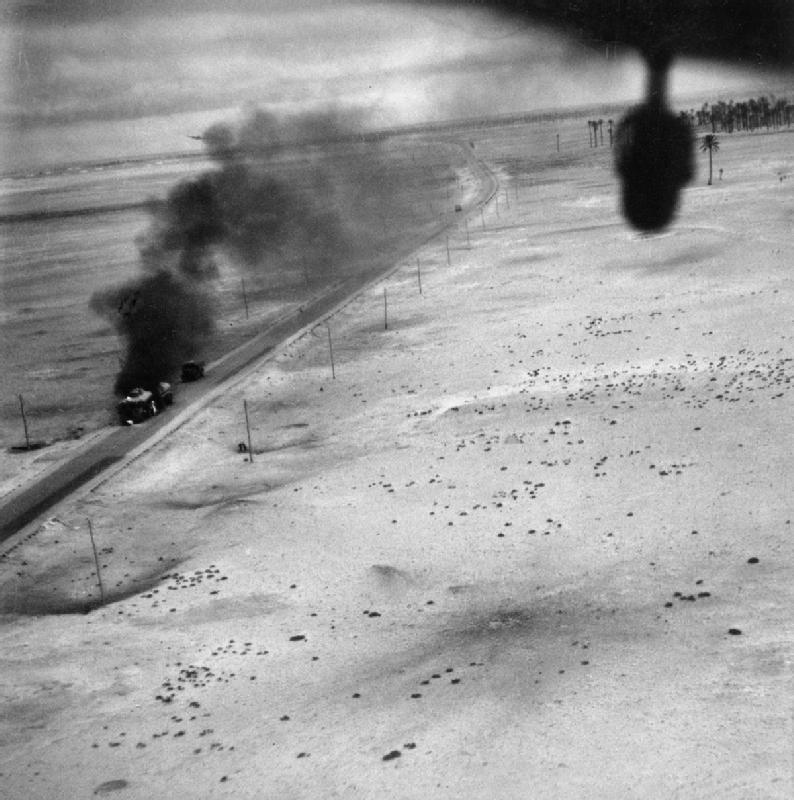
Brennender Tanklaster nach Luftangriff einer Bristol Blenheim

Rommels Gegenangriff war damit weitgehend ins Leere gelaufen. Dem alliierten XXX. Korps war es gelungen, seinen Verfolgern unbeobachtet westlich auszuweichen und die neuseeländische 4th und 6th Brigade waren jeweils unbemerkt an der ihnen entgegenkommenden 15. Panzer-Division in Richtung Tobruk vorbeimarschiert. Luftangriffe der Alliierten auf die Panzerdivisionen der Achsenmächte verursachten ständige Verluste. Deren Lage war mittlerweile prekär: viele Panzer waren durch Gefechte und die harten Umweltbedingungen ausgefallen, Munition und Treibstoff waren fast erschöpft. Spätestens am 27. November war klar, dass der Gegenangriff fehlgeschlagen war und kein entscheidender Sieg errungen werden konnte. Rommel befahl den Rückzug auf die Belagerungsstellungen vor Tobruk. Dabei traf die 21. Panzer-Division bei dem zuvor umgangenen Sidi Azeiz auf das Feldhauptquartier der 5th Brigade der Neuseeländischen Division und besiegte dieses in harten Gefechten. Etwa 700 neuseeländische Soldaten gingen in Gefangenschaft, während ein Großteil der Fahrzeuge der Brigade sich erfolgreich absetzen und zurückziehen konnte.
Das alliierte XXX. Corps nutzte derweil die Pause, um sich neu zu formieren und die verlorene Ausrüstung zu ersetzen. Ab dem 25. November wurden die Kämpfe bei Tobruk erneut intensiver. Dort hatte die 4th Brigade der Neuseeländischen Division von Osten kommend die Stadt erreicht und geriet in Gefechte mit den italienischen Belagerern. Es gelang ihnen schließlich, sich zusammen mit der 6th Brigade bis Sidi Rezegh durchzukämpfen und dieses wieder unter alliierte Kontrolle zu bringen. Die Tobruker Garnison, die britische 70th Infantery Division, versuchte erneut, offensiv eine Verbindung zu den Entsatztruppen herzustellen, was ihr am 27. November gelang.

### Der zweite Vorstoß auf Tobruk
Am 25. November traf Claude Auchinleck, mit Alan Cunningham – dem Kommandeur der 8. Armee – zusammen. Cunningham hatte in den vergangenen Tagen mehrfach auf einen Abbruch der gesamten Operation gedrängt, während Auchinleck ein offensiveres Vorgehen befürwortete. Auchinleck kehrte am 26. November ins Hauptquartier nach Kairo zurück und entband nach der Rücksprache mit seinen Vorgesetzten Cunningham einen Tag später von seinem Kommando. An seiner Stelle übernahm Neil Ritchie die 8. Armee.
Auf dem Rückweg nach Tobruk gerieten die Panzerdivisionen der Achsenmächte bei Bir el Chleta am 27. November in erneute Gefechte mit den reorganisierten Verbänden des XXX. Korps, die wieder auf Tobruk vorrückten. Den mittlerweile erschöpften deutschen und italienischen Truppen, die zudem unter ständigen Luftangriffen durch die Royal Air Force litten, fiel es zunehmend schwerer, sich gegen die alliierten Verbände durchzusetzen. Die schweren Kämpfe zwischen beiden Seiten wurden auch am nächsten Tag fortgeführt, wobei es weder den auf Tobruk zuströmenden Panzerverbänden noch den an der Bresche durch den Belagerungsring kämpfenden Verbänden beider Seiten gelang, die Situation zu eigenen Gunsten zu wenden. Allein die italienischen Verbände konnten am 28. November mit der Einnahme eines größeren Feldlazaretts der neuseeländischen Division einen Erfolg verbuchen.
Am 29. November beschloss Rommel, die Panzerdivisionen vom XXX. Korps zu lösen und stattdessen direkt in die Kämpfe am Belagerungsring um Tobruk einzugreifen. Sein Ziel war, die von außen kommenden neuseeländischen Verbände einzukreisen und zu vernichten. Bis zum Abend konnte Sidi Rezegh erneut eingenommen werden und auch in den folgenden beiden Tagen konnten sich die Achsenmächte schließlich bis zu den neuseeländischen Verbänden vorkämpfen. Bei Ed Duda erlitt die 15. Panzer-Division allerdings starke Verluste durch die dort stationierte britische 70. Division und Rommel zog sich schließlich nach Bir Bu Creimisa zurück. Am 1. Dezember zogen die Achsenmächte den – allerdings bei Ed Duda noch offenen – Kessel zusammen, um die beiden neuseeländischen Brigaden zu vernichten.
Die gepanzerten Verbände des XXX. Korps hatten in den Tagen zuvor kaum in die Kämpfe eingegriffen. Nun erhielten sie ausdrücklichen Befehl, den Neuseeländern zu Hilfe zu kommen. Aufgrund einer Reihe von Missverständnissen gingen die alliierten Kommandeure vor Ort allerdings davon aus, dass der Korridor durch den Belagerungsring aufgegeben und vornehmlich der Rückzug der neuseeländischen Division gedeckt werden solle. Unter heftigen Gefechten gelang dieser in den Abendstunden auch und die alliierten Truppen zogen sich ein weiteres Mal von Tobruk zurück.

### Entscheidung vor Tobruk
Am 2. Dezember erschien es Rommel zunächst so, als ob die Schlacht um Tobruk nun endgültig entschieden sei. Zwar hielt die britische 70. Division ihre Position bei Ed Duda, alle zum Entsatz herangeführten alliierten Truppen befanden sich allerdings zum zweiten Mal auf dem Rückzug. Erneut galt Rommels Sorge den von den Alliierten belagerten und von der Versorgung abgeschnittenen Grenzgarnisonen. Um diese freizukämpfen, plante er einen weiteren Vorstoß mit den ihm verbliebenen Truppen in Richtung Grenzgebiet. Als Voraustruppe wurden zwei Aufklärungskommandos entsandt – die Gruppe Geissler in Richtung Bardia und die Gruppe Knabe in Richtung Fort Capuzzo. Beide Kommandos wurden von den Alliierten gestoppt: Die Gruppe Geisler traf überraschend auf Teile der neuseeländischen 5th Brigade und musste sich unter schweren Verlusten zurückziehen. Der Vormarsch der Gruppe Knabe wurde von Teilen der indischen 4th Division gestoppt.
Nahezu alle Panzer des Afrikakorps waren in Reparatur oder ganz ausgefallen, einzig die italienische Division „Ariete“ verfügte noch über kampffähige Panzerfahrzeuge. Angesichts dieser nahezu völligen Erschöpfung und des Scheiterns eines Angriffs auf Ed Duda am 4. Dezember entschied Rommel schließlich, alle Kräfte östlich von Tobruk abzuziehen, seine Truppen im Westen der Stadt zusammenzuziehen und sich ganz auf das südlich stehende XXX. Korps der Alliierten zu konzentrieren.
Die erbitterten Kämpfe wurden bis zum 6. Dezember fortgeführt. Die alliierte indische Division erlitt bei Angriffen auf einen strategisch wichtigen Hügel schwerste Verluste und musste sich annähernd zerschlagen zurückziehen. Den Achsenmächten gelang es wegen der Erschöpfung der eigenen Kräfte nicht, die Situation auszunutzen. Am Abend des 6. Dezember wurde Hermann Neumann-Silkow, der Kommandeur der 15. Panzer-Division, schwer verwundet und erlag am 9. Dezember im Lazarett seinen Verletzungen.

### Die Gazala-Linie

#### Rückzug der Achsenmächte
Am 7. Dezember ging die alliierte 4. Gepanzerte Brigade gegen die 15. Panzer-Division vor, wobei elf weitere deutsche Panzer zerstört wurden und der ohnehin bereits stark dezimierte Bestand weiter schrumpfte. Da mittlerweile für Rommel kaum noch Aussicht bestand, vor Tobruk einen Erfolg gegen die alliierten Truppen zu erringen, beschloss er noch am gleichen Tag, seine Truppen auf das etwa 15 km weiter westlich liegende Gazala zurückzuziehen. Italienische Etappenverbände hatten die Positionen dort bereits zuvor vorbereitet und verstärkt. Die ersten Verbände der Achsenmächte trafen bereits am folgenden Tag an der neuen Verteidigungslinie ein. Am 10. Dezember schließlich hatten die Alliierten Tobruk und die Umgebung vollständig unter Kontrolle. Die im Raum Sollum–Bardia–Fort Capuzzo verbliebenen Truppen der Achsenmächte waren nun endgültig von jeder Versorgung abgeschnitten, hielten ihre Positionen aber zunächst weiter.

#### Angriff auf die Gazala-Linie
Neil Ritchie nutzte die Tage nach dem Entsatz von Tobruk, um seine Truppen neu aufzustellen. Die stark geschwächte südafrikanische Division wurde dem XXX. Korps zugeschlagen, das die verbliebenen Positionen der Achsenmächte zwischen Bardia und der libysch-ägyptischen Grenze überwältigen sollte. Dem XIII. Korps wurden für den bevorstehenden Angriff auf Gazala die 7. Gepanzerte Division sowie die indische 4. Division und neuseeländische 5. Brigade zugeschlagen.
Am 13. Dezember begann das alliierte XIII. Korps seinen Angriff auf die Gazala-Linie und wurde am 14. Dezember noch zusätzlich durch die aus Tobruk herangeführte polnische Brigade unterstützt. Den Alliierten gelang es zwar, einige Positionen einzunehmen und die Achsenmächte insgesamt unter enormen Druck zu setzen, einen Durchbruch konnten sie aber nicht erreichen. Ein deutsch-italienischer Gegenangriff am 15. Dezember konnte einige der verlorenen Stellungen wieder zurückgewinnen. Die Kämpfe an der Gazala-Linie waren erneut von großer Härte geprägt und führten beide Seiten an den Rand der völligen Erschöpfung. Am 16. Dezember konnte das gesamte Afrika-Korps nur noch acht deutsche und etwa 30 funktionsfähige italienische Panzer ins Feld führen. Angesichts dessen ließ Rommel seine Truppen in der Nacht zum 16. Dezember erneut zurückziehen, diesmal bis zum weit entfernten westlichen Ende der Kyrenaika, nach El Agheila. Die Anweisung Ritchies, ihnen den Rückzugsweg abzuschneiden, scheiterte letztlich am zögerlichen Vorgehen der alliierten Kommandeure vor Ort.

### Fall der verbliebenen Garnisonen
Rommel war bis zu den letzten Gefechten vor Tobruk Anfang Dezember davon ausgegangen, dass er die alliierten Truppen würde besiegen können. Dementsprechend wurden keine Vorbereitungen getroffen, die verbliebenen Garnisonen der Achsenmächte bei Bardia, dem Halfaya-Pass und im Raum Sollum rechtzeitig zu evakuieren. Mit dem notwendig gewordenen Rückzug nach Gazala und der anschließenden Räumung der Kyrenaika waren die Garnisonen endgültig abgeschnitten. Da sie zu schwach waren, sich eigenständig auf den langen Rückweg bis nach Westlibyen zu machen, blieb ihnen nichts anderes übrig, als sich zunächst in den Stellungen einzugraben und auf Entsatz zu warten.
Das alliierte XXX. Korps machte sich in den folgenden Wochen daran, die restlichen Garnisonen einzeln auszuschalten. Bei den Angriffen ließ sich das alliierte Oberkommando Zeit, um weitere Verluste zu minimieren. Die Garnisonen der Achsenmächte waren ohnehin von der Versorgung weitestgehend abgeschnitten, so dass ihre Kapitulation nur eine Frage der Zeit war. Die 7000 Mann starke Garnison von Bardia kapitulierte schließlich am 2. Januar 1942 nach einem Angriff der südafrikanischen Division. Sollum fiel am 12. Januar nach einem kurzen, heftigen Gefecht. Am längsten hielten die 5000 Mann der italienischen Division „Savona“ am Halfaya-Pass durch. Erst am 17. Januar – nachdem alle Nahrungsmittel und insbesondere die Wasservorräte aufgebraucht waren – kapitulierte die Garnison. Die Alliierten hatten damit die volle Kontrolle über das östliche Libyen erreicht.

### Rommels Gegenangriff und Patt
Das von der vorangegangenen Offensive angeschlagene XIII. Korps hatte sich bei dem Versuch, die Kyrenaika zu besetzen, weit verteilt. Zudem wurden die Nachschublinien für die Alliierten stetig länger, während die der Achsenmächte sich hingegen verkürzten. In typischer Manier wandelte Rommel einen am 21. Januar 1942 begonnenen und zunächst nur zur Aufklärung gedachten Vorstoß in eine großangelegte Offensive, als sich der alliierte Widerstand als nur schwach herausstellte. Am 28. Januar eroberten die Achsenmächte Bengasi zurück. Am 3. Februar erreichte das Afrikakorps schließlich Timimi und setzte erneut zur Offensive auf Tobruk an. Am 4. Februar gelang es den Alliierten allerdings, den erneuten Vorstoß Rommels bei Gazala zum Stehen zu bringen. Nun setzte ein Patt ein, bei der beide Seiten sich eingruben und auf offensive Aktionen verzichteten, um die eigenen Kräfte nach den Anstrengungen der vorangegangenen Monate wieder aufzubauen.

## Folgen
Nach dem Patt bei Gazala setzte eine mehrmonatige Kampfpause ein, bei der es nur sporadisch zu Gefechten kam. Beide Seiten hatten sich in den Kämpfen stark verausgabt und waren nur noch zu begrenzten Aktionen in der Lage. Auch wenn die alliierten Geländegewinne überschaubar blieben, war die Operation Crusader ein äußerst wichtiger Erfolg für die Alliierten. Auchinlecks und Ritchie hatte mit ihrem entschlossenen Vorgehen die Bedrohung Ägyptens und des strategisch überragend wichtigen Suezkanals durch die Achse zunächst beseitigt. Noch wichtiger aber war vielleicht der Beweis, dass das Afrikakorps und damit die deutschen Truppen geschlagen werden konnten. Die Operation Crusader war der erste wichtige Sieg, den die alliierten Truppen gegen die Wehrmacht zu Land erringen konnten und in Bardia kam es zum ersten Mal während des Zweiten Weltkrieges zur Kapitulation und Übergabe einer Garnison unter dem Kommando eines deutschen Generals. Insbesondere die alliierten Verteidiger Tobruks, welche die Stadt etwa sechs Monate erbittert gegen alle Angriffe der Achsenmächte gehalten hatten, wurden in der Öffentlichkeit zu einem wichtigen Durchhaltesymbol für den Widerstand gegen die Achsenmächte.
Da das X. Fliegerkorps den dringlichsten Anforderungen des Kriegsschauplatzes Mittelmeer nicht mehr gewachsen war, musste die Luftflotte 2 von der Ostfront in den Mittelmeerraum abgezogen werden, um eine potentielle vollständige Niederlage in Nordafrika und den Zusammenbruch des Mussolini-Regimes zu verhindern. Auch zahlreiche deutsche U-Boote wurden in den Mittelmeerraum verlegt und fehlten damit in der Atlantikschlacht.